# Hrabovka
Hrabovka es un municipio del distrito de Trenčín en la región de Trenčín, Eslovaquia, con una población estimada a final del año 2024 de 439 habitantes.
Se encuentra ubicado en el centro-norte de la región, cerca del río Váh (cuenca hidrográfica del Danubio) y de la frontera con la República Checa.

## Demografía
| Año        | 1994 | 2004    | 2014    | 2024    |
| ---------- | ---- | ------- | ------- | ------- |
| Población  | 419  | 431     | 420     | 439     |
| Diferencia |      | +2,86 % | −2,55 % | +4,52 % |

| Año        | 2023 | 2024    |
| ---------- | ---- | ------- |
| Población  | 440  | 439     |
| Diferencia |      | −0,22 % |